# Edu del Prado
Eduardo Engonga del Prado, conocido artísticamente como Edu del Prado (Valencia, 17 de agosto de 1977-Valencia, 23 de junio de 2018), fue un cantante, actor, músico y bailarín español.

## Biografía
Nacido de padre guineano y madre andaluza, comenzó su carrera a los trece años cantando en bares y pequeños locales. A los veinte años lanzó su primer disco, titulado Edu, con el que logró un gran éxito.
Su salto a la fama se produjo gracias a la serie de Antena 3 Un paso adelante, que cuenta la vida cotidiana de los estudiantes en una escuela de artes y en la escena, en la que interpretó a César Martín. Por esta misma serie fue conocido en Francia, si bien el nombre de la serie allí fue Un, dos, tres.
En 2005 se integró en el grupo UPA Dance, junto a Miguel Ángel Muñoz y Elisabeth Jordan, con los que lanzó el álbum Contigo.
Desde octubre de 2007 hasta febrero de 2008 fue profesor de candidatos al canto de la séptima temporada de Star Academy en Francia, retransmitido por TF1. En 2010 participó en el reality show La Academia en su edición llamada La Academia Bicentenario de México, producido por TV Azteca y lanzó su álbum allí. En 2014, participó en The Voice, la plus belle voix, la versión francesa de La Voz.
También protagonizó musicales como Grease, Notre Dame de Paris y La magia de Broadway (junto a Marta Sánchez) y participó en otros como Jekyll & Hyde, Peter Pan, Cats o Sister Act.
Estaba casado con el artista Misael del Rosario, hermano de la cantante Raquel del Rosario.
El 23 de junio de 2018 falleció a los cuarenta años a causa de una grave enfermedad. El día después de su fallecimiento se publicó en su Instagram oficial:

Eduardo Engonga del Prado se marcha de nuestro lado tras haber luchado contra una neumonía durante siete semanas en la UCI. Las grandes complicaciones que provocaron el hongo Pneumocystis han causado la muerte del actor y cantante. A pesar de su temprana edad, un inmejorable estado de salud y un equipo médico intachable, Edu ingresaba ya en un estado muy avanzado de la infección. Contra todo pronóstico supera las primeras semanas. Finalmente, después de un mes y medio de dura lucha nos despide desde Valencia, ciudad donde nació

.